# Школьный (Тюменская область)
Школьный — посёлок в Исетском районе Тюменской области России. Входит в состав Рафайловского сельского поселения.

## Климат
Климат континентальный с холодной зимой и жарким непродолжительным летом. Продолжительность солнечного сияния — 2076 часов в год. Безморозный период длится в среднем 191 день. Среднегодовое количество осадков — 374 мм, из которых около 304 мм выпадает в период с апреля по октябрь. Продолжительность периода с устойчивым снежным покровом — 150 дней.

## История
В 1903 году был заложен, а в 1907 году освящен храм Свято-Успенского женского монастыря. В 1922 году монастырь был закрыт, а в его стенах разместилась школа Красной молодёжи. По данным на 1926 год она состояла из 7 хозяйств. В административном отношении входила в состав Рафайловского сельсовета Исетского района Тюменского округа Уральской области. В 1942 году в посёлок из Омска был переведен детский дом «Путь к труду» с особым режимом, по которому до начала 1990-х годов и посёлок носил название Путь к труду.

## Население
| 2010 |
| ---- |
| 84   |

По данным переписи 1926 года в школе проживало 23 человека (11 мужчин и 12 женщин), в том числе: русские составляли 100 % населения.

### Национальный состав
Согласно результатам переписи 2002 года, в национальной структуре населения русские составляли 86 % из 95 чел.